# Dimítriosz Dimitrakópulosz
Dimítriosz Dimitrakópulosz (?–?) görög olimpikon, kötélhúzó.
Részt vett az 1904. évi nyári olimpiai játékokon, ahol kötélhúzásban indult. Rajtuk kívül még négy amerikai és a fokföldi csapat indult. A negyeddöntőben az amerikai Southwest Turnverein of Saint Louis No. 1 csapattól kaptak ki, így a görög csapat be is fejezte az olimpiai versenyt.